# ヒットで突っ走れ!
『ヒットで突っ走れ!』（ヒットでつっぱしれ）は、1970年4月1日から同年9月23日まで日本テレビ系列局で放送されていた日本テレビ製作の歌謡番組である。放送時間は毎週水曜 19:00 - 19:56 （日本標準時）、「前夜祭」と称して行われた初回のみ19:00 - 19:30の30分枠で放送。

## 概要
日本テレビの水曜19:00枠では初の1時間枠の歌謡番組。当時のヒット曲「黒ネコのタンゴ」を歌った皆川おさむ（当時7歳）が、大人の出演者たちに混じって司会を務めていた。内容はヒット曲の紹介が中心で、他に「スター㊙物語」（スターマルひものがたり）などの企画も実施していた。しかし、番組はプロ野球ナイター中継の影響でたびたび中断した。
最終回は同年9月30日に放送される予定だったが、この日にもやはりナイター中継が行われたために放送されず、結果的に9月23日放送分が最終回となった。

## 出演者

### 司会
- 西郷輝彦
- 松岡きっこ
- 皆川おさむ

### レギュラー
- 辺見マリ
- 小松政夫